# Маріуш Йоп
Маріуш Йоп (пол. Mariusz Jop, нар. 8 березня 1978, Островець-Свентокшиський) — колишній польський футболіст.
Насамперед відомий виступами за клуби «Вісла» (Краків) та ФК «Москва», а також національну збірну Польщі. Грав на позиції захисника.
Дворазовий володар Кубка Польщі.

## Клубна кар'єра
У дорослому футболі дебютував 1993 року виступами за команду клубу «Островець-Свентокшиський» з рідного міста, в якій провів шість сезонів. 
Своєю грою за цю команду привернув увагу представників тренерського штабу клубу «Вісла» (Краків), до складу якого приєднався 1999 року. Відіграв за команду з Кракова наступні п'ять сезонів своєї ігрової кар'єри.
У 2001 році захищав кольори команди клубу «Відзев», граючи на правах оренди.
У 2004 році уклав контракт з клубом «Москва», у складі якого провів наступні п'ять років своєї кар'єри гравця. 
У 2009 році повернувся до клубу «Вісла» (Краків), де провів наступний сезон та відіграв за команду з Кракова 12 матчів в національному чемпіонаті.
Останнім клубом ігрової кар'єри гравця була команда клубу «Гурник» (Забже), де також провів один сезон та відіграв 23 матчі чемпіонату.

## Виступи за збірну
У 2003 році дебютував в офіційних матчах у складі національної збірної Польщі. Провів у формі головної команди країни 27 матчів, завершивши свої виступи за збірну у 2008 році.
У складі збірної був учасником чемпіонату світу 2006 року у Німеччині, чемпіонату Європи 2008 року в Австрії та Швейцарії.

## Титули і досягнення
- Чемпіон Польщі (3):

«Вісла» (Краків):  2000/01, 2002/03, 2003/04
- Володар Кубка Польщі (2):

«Вісла» (Краків):  2001/02, 2002/03